# Kudłatka leśna
Kudłatka leśna (Lasiodora sertaneja) – gatunek pająka z rodziny ptasznikowatych. Endemiczny dla wschodniej Brazylii.

## Taksonomia
|  | L. franciscana |
|  |                |
|  | L. sertaneja   |
|  |                |

|  | L. subcanens  |
|  |               |
|  | L. camurujipe |
|  |               |

|  | L. franciscana |
|  |                |
|  | L. sertaneja   |
|  |                |

|  | L. subcanens  |
|  |               |
|  | L. camurujipe |
|  |               |

|  | L. franciscana |
|  |                |
|  | L. sertaneja   |
|  |                |

|  | L. subcanens  |
|  |               |
|  | L. camurujipe |
|  |               |

|  | L. franciscana |
|  |                |
|  | L. sertaneja   |
|  |                |

|  | L. subcanens  |
|  |               |
|  | L. camurujipe |
|  |               |

Gatunek ten opisany został po raz pierwszy w 2023 roku przez Rogéria Bertaniego na łamach „Zootaxa”. Jako lokalizację typową wskazano Xingó w brazylijskim stanie Sergipe. Epitet gatunkowy oznacza „mieszkanka Sertão”.
Wyniki przeprowadzonej przez Bertaniego w 2023 roku analizy kladystycznej wskazują na zajmowanie przez omawiany gatunek pozycji siostrzanej dla L. franciscana.

## Morfologia
Pająk duży. U przykładowego samca karapaks ma 25,4 mm długości i 23,5 mm szerokości, a opistosoma (odwłok) 24 mm długości i 17,5 mm szerokości, natomiast u przykładowej samicy karapaks ma 27,2 mm długości i 23,6 mm szerokości, a opistosoma 36,9 mm długości i 26,1 mm szerokości.
Karapaks jest czarny, z wierzchu porośnięty krótkimi, beżowymi szczecinkami, a przy krawędziach długimi szczecinkami jasnobrązowymi. Szczękoczułki są czarne ze szczecinkami barwy takiej jak na karapaksie, u samca zaopatrzone w 13, a u samicy w 10 zębów na przedniej krawędzi bruzdy, u obu płci ponadto z drobnymi ząbkami u jej nasady. Szczęki i warga dolna mają rudobrązowe ubarwienie. Rudobrązowe sternum i biodra porastają krótkie, jedwabiste, ciemnobrązowe szczecinki. Odnóża są czarne z rzadkimi szczecinkami barwy takiej jak na karapaksie, z jaśniejszymi paskami na udach, rzepkach, goleniach i nadstopiach oraz z białawymi obrączkami na szczytach członów. Kolcopodobne i długie szczecinki aparatu strydulacyjnego na tylno-bocznych powierzchniach szczęk zawsze występują w rejonie odsiebno-górnym, a czasem także w środkowym i dolnym; przemieszane są ze szczecinkami pierzastymi a pośrodku też z krótszymi kolcopodobnymi. Biodra pierwszej pary mają pierzaste i kolcowate szczecinki strydulacyjne na powierzchniach tylne-bocznych, a te pary drugiej tylko na powierzchniach przednio-bocznych. Stopy wszystkich par oraz nadstopia pary pierwszej i drugiej mają skopule na całej długości, natomiast nadstopia pary trzeciej mają je na połowie długości, a pary czwartej w odsiebnej ⅓ w przypadku samicy i odsiebnej ćwiartce w przypadku samca. Opistosoma (odwłok) jest czarna, obficie porośnięta długimi, rudymi szczecinkami. U obu płci obecne są włoski drażniące typu I i III.
Nogogłaszczki samca mają gruszkowaty bulbus z nieco dłuższym od tegulum, w części odsiebnej nieco spłaszczonym bocznie, na krótkim szczycie zgrubiałym embolusem o wyraźnie ząbkowanym kilu retrolateralnym. Genitalia samicy zawierają dwie bardzo krótkie, oddzielone silnie zesklerotyzowanym rejonem spermateki o szypułkach węższych niż szerokie części nabrzmiałe.

## Ekologia i występowanie
Gatunek neotropikalny, endemiczny dla wschodniej Brazylii, znany ze stanów Paraíba, Pernambuco, Sergipe, Bahia i północnego skraju Minas Gerais. Ponadto istnieje niepewne doniesienie ze stanu Pará. Zamieszkuje niewielkie obszary zalesione w obrębie ekoregionu caatingi.